# ثيودوريك الأول
ثيودُرك الأول (بالإنجليزية: Theodoric I) ((بالقوطية: Þiudareiks)؛ (باللاتينية: Theodericus)؛ توفي عام 451) المعروف في بعض الأحيان باسم ثيودوريد والمعروف في إسبانيا والبرتغال وإيطاليا باسم ثيودوريكو، كان ملك القوط الغربيين في الفترة من 418 حتى 451. وفضلًا عن أنه كان الابن غير الشرعي للملك ألاريك (Alaric)، فقد اشتهر ثيودرك بمواجهة أتيلا (Attila) في معركة سهول كتالونيا عام 451، وساهمت قوات ثيودرك على نحو حاسم إلى انتصار الرومان وقتل أتيلا، لكن أيضا ثيودرك قُتل خلال المعركة.

## بداية حياته العملية
في عام 418، تولى الحكم خلفًا للملك واليا (Wallia). حيث أمر الرومان الملك واليا بنقل شعبه من أيبيرية إلى منطقة الغال. وبصفته الملك، أكمل ثيودرك توطين مدن القوط الغربيين في غالية أقطانيا الثانية، ونوفمبوبولانا (Novempopulana) وغاليا ناربونينسيس (Gallia Narbonensis)، ومن ثم استخدم القوة المتناقصة للـ الإمبراطورية الرومانية لتوسيع مقاطعته إلى الجنوب.
وبعد وفاة الإمبراطور هُنُريوس (Honorius) وتهديدات جون في عام 423، اندلعت مناوشات بين القوى الداخلية في الإمبراطورية الرومانية. وحاول ثيودرك استغلال هذا الموقف والاستيلاء على الطريق المهم الموصل إلى أرليت، ولكن قائد الجنود أتيوس (Aëtius)، بمعاونة هونز (Huns)، كان قادرًا على حماية المدينة.
وأبرمت مدن القوط الغربيين اتفاقية وقدم نُبلاء من الغال كرهائن. حيث زار الإمبراطور الأخير أفيتوس (Avitus) ثيودرك، عندما كان يعيش في قصره وعلم أبناءه.

## التوسع حتى البحر المتوسط
نتيجة لمحاربة الرومان لـ الفرنجة، الذين سُلبت منهم قلونية و ترير في عام 435، رأى ثيودرك نتيجة لوجود أحداث أخرى أن فرصة غزو أربونة قد اقتربت (في عام 436) وذلك للوصول إلى البحر المتوسط والطرق المؤدية إلى جبال البرانس. ولكن تمكن ليتوريوس، بمساعدة هونز، من منع احتلال المدينة وإجبار شعب القوط الغربيين على العودة لعاصمتهم طولوشة. ورُفض عرض السلام الذي قدمه ثيودرك، ولكن انتصر عليه الملك في المعركة في طولوشة، وتوفي ليتوريوس بعد ذلك بوقت قصير في معتقل القوط جراء إصابته بالجروح في تلك المعركة. وذهب أفيتوس إلى طولوشة -بناءً على أوامر أتيوس- وعرض عليهم اتفاقية السلام التي قبلها ثيودرك. وربما أدرك الرومانيون في هذا الوقت أن السطوة لدولة القوط الغربيين.

## الحرب مع الوندال
تزوجت ابنة ثيودرك من هنريك(Huneric)، ابن حاكم الوندال جسريك(Geiseric) (في عام 429?)، ولكن هنريك رغب بعد ذلك في الزواج من يودوسية(Eudocia)، ابنة الإمبراطور بلنتنيان الثالث. وبسبب ذلك اتهم هنريك ابنة ثيودرك بالتخطيط لقتله، وفي عام 444 شوه وجهها - حيث قطع أذنيها وأنفها - وأرسلها إلى أبيها. وتسبب هذا الفعل في عداوة بين شعبي القوط الغربيين والوندال.
ووصل عدو أتيوس، قائد الجنود السابق لسبستيانوس، إلى طولوشة في عام 444. ولذلك بدأ ظهور علاقات واضحة مع أتيوس، ولكن ثيودرك أرسل ضيفه غير المرغوب بعيدًا حيث أُسر في برشلونة وأخيرًا (في عام 450) أعدم بناءً على أوامر جسريك.
وهكذا، أصبح ثيودرك عدوًا للملك السويبي وهو رشيلة(Rechila) في أيبيرية، لأن قوات القوط الغربيين عاونت الإمبراطور الحاكم فيتوس في حملته ضد السويبيين عام 446. ولكن قدرة هذا الشعب في السيطرة على الدفاع القوي والعلاقات الجيدة بين جسيريك والإمبراطورية الرومانية، جعلت ثيودرك يُغير من سياسته الخارجية. ولذلك زوَّج إحدى بناته في فبراير عام 449 للملك السويبي الجديد رشيار، الذي زار أبا زوجته في طولوشة في يوليو عام 449. وعند عودته قضى رشيار على الأخضر واليابس – وفقًا للمؤلف ازيدورو الإشبيلي(Isidore of Seville) بمعاونة قوات القوط الغربيين – المنطقة المحيطة بمدينة كيساراوجوستا وربما تكون قد حصلت أيضًا على إلردة بالمكر والخديعة.
وشكك بعض العلماء العصريين في طريقة تطبيق ثيودرك للتشريعات، كما هو مفترض في الأوقات المبكرة.

## التحالف ضد هُنز
عندما تقدم أتيلا الهون مع جيشه الكبير إلى غرب أوروبا وأغار في النهاية على غول أفيتوس الذي نظم التحالف بين ثيودرك وعدوه الدائم اللدود أتيوس ضد الهون. وعلى الأرجح فإن ثيودرك قبل هذا الائتلاف لأنه أدرك خطورة الهون على مملكته الخاصة. وتحالف ثيودرك وجيشه بالكامل وأبناؤه ثُريسمُند(Thorismund) وثيودرك الثاني مع أتيوس.
ومن ثم حافظت قوات القوط الغربيين والقوات الرومانية على سيفيتاز أورليانورم وأجبرت أتيلا على الانسحاب (يونيو عام 451).

## معركة شالون
لاحق أتيوس وثيودرك الهون وحاربوه في معركة شالون بالقرب من تروي في حوالي سبتمبر عام 451. حيث حارب معظم شعب القوط الغربيين في الجناح الأيمن للجيش تحت قيادة ثيودرك ولكن مجموعة صغيرة فقط من القوات حاربت في الجناح الأيسر للجيش تحت قيادة ثورصمُند.
وقررت قوات ثيودرك بعزيمة التغلب على القوات الرومانية، ولكن ثيودرك قُتل في هذه المعركة. وذكر يُردان روايتين مختلفتين عن وفاته: الأولى هي أن ثيودرك سقط من على حصانه ودُهس فمات؛ والثانية هي أن ثيودرك قتل برمح أسترغوث أندج (Ostrogoth Andag)، والد جنثجيز Gunthigis راعي جُردان.
ولم يُعثر على جسد ثيودرك إلا في اليوم التالي. ووفقًا لتقاليد القوط، نُعي وحرق ثيودرك على يد محاربيه في ساحة القتال. وعلى الفور تم اختيار ثورصمند خلفًا لوالده. وأبناء ثيودرك الآخرين هم ثيودرك الثاني وفردريك ويوريك ورتيمر وهمنريث.